# Mohamed Nahiri
Mohamed Nahiri (El Jadida, 22 oktober 1991) is een Marokkaanse voetballer die doorgaans als linksback speelt. Hij tekende in juni 2017 een contract tot medio 2020 bij Wydad Casablanca, dat overkwam van FUS Rabat. Nahiri debuteerde in 2014 in het Marokkaans voetbalelftal.

## Erelijst
| Botola Maroc Telecom | 1x | 2015-16 |
| Beker van Marokko    | 1x | 2014    |